# Figure religiose buddiste
le principali divinità buddhiste
- Abhijnaraja - il fisico
- Abhimukhi - uno dei Bhumis
- Acala - l'inamovibile
- Adhimukticarya - uno dei Bhumis
- Adhimuktivasita - uno dei Bhumis
- Adi-Buddha -
- Adidharma
- Aizen Myo-o - il Protettore
- Ajaya
- Akasagarbha (Tibet Nam-mkhai)
- Aksayajnana-Karmanda - divinità della letteratura
- Akṣobhya (Ashuku in Giappone, Chinese A-Chu'u) - uno dei Dhyani
- Amida - nome giapponese di Amithaba
- Amitabha - uno dei Buddha della Meditazione
- Amitayus - divinità della longevità, spesso identificato con Amitabha
- Amoghapasa (o Avalokiteśvara)
- Amoghasiddhi - uno dei Buddha della Meditazione
- Anantamukhi - divinità della letteratura
- Arapacana - dio del Libro e della Spada
- Arcismati - uno dei Bhumis
- Arhat - coloro che sono giunti alla loro ultima vita nel Saṃsāra
- Arthapratisamvit
- Asokakanta - avatar di Marici
- Asokottamasri
- Astabhuja-Kurukulla - avatar di Kurukulla
- Asura - gruppo di demoni
- Avalokiteśvara (Avalokita, Lokesvara)
- Ayurvasita

- Balaparamita - divinità della filosofia
- Bhaiṣajyaguru (Sman-bla, Otaci, Yao-shih-fo, Yakushi)
- Bhima
- Bhrkuti - divinità della femminilità
- Bhrk
- Bhūmi - spiriti sfera
- Bhutadarma - guardiano dei demoni
- Bi-har - il Protettore
- Bodhidharma - maestro buddhista
- Bodhisattva (Chinese Pu-sa) - uomo illuminato
- Buddhabodhiprabhavasita
- Buddhalocana - Buddha femminile
- Buddha - (tramite studiosi ellenisti di Alessandro, identificato con Mercurio)
- Butcho

## C
- Chandarosana
- Charcika (Carcika)
- Chakravartin - il sovrano universale
- Chattrosnisa - un Usnisa
- Chaturmaharajas (Caturmaharajas) - i Quattro Grandi Re
- Chittavista
- Citipati - demoni delle tombe
- Cunda - divinità della letteratura
- Candrasūryapradīpa - un Buddha cosmico

## D
- Da-shi-zhi - un bodhisattva
- Dadimunda (Templi)
- Dainichi' - divinità della saggezza
- Ḍākinī
- Dala Kadavara - demone
- Devaputra - gruppo di dèi
- Dhanada - avatar di Amoghasiddhi
- Dhāraṇī - testi mistici
- Dharmadhatuvagisvara - il Dharma
- Dharmakirtisagaraghosa
- Dharmamegha - uno dei Bhumis
- Dharmapala (Fu Ha) - dèi protettori
- Dharmapratisamvit
- Dharmavasita
- Dhritarashtra (Pali Dhatarattha) - uno dei quattro Guardiani del mondo
- Dhupa - dea madre
- Dhupatara
- Dhvajagrakeyura - avatar di Aksobhya
- Dhyanaparamita - divinità della filosofia
- Dhyani-Bodhisattvas - cinque bodhisattva
- Cinque Dhyani Buddha - buddha della meditazione
- Di-zang - bodhisattva dell'Inferno
- Dvarapala

## E
- Ekajata - il Terribile
- Emma-o - il giudice dei morti

## F
- Fudo Myo-ō - divinità della saggezza

## G
- Guanyin - nome cinese di Avalokiteśvara (Avalokita, Lokesvara, Kannon)

## H
- Hārītī - divinità protettrice dei bimbi
- Hayagriva - divinità protettrice
- Heruka - divinità protettrice
- Hevajra - divinità protettrice

## I
- Ida-Ten - divinità della legge e dei monasteri

## J
- Jambhala - avatar di Vausravana
- Janguli - divinità che cura dai morsi dei serpenti
- Jian Sol - divinità della Terra
- Jizo - divinità della compassione
- Juichimen

## K
- Kali devia - avatar di Lha-mo
- Kannon - nome giapponese di Avalokiteśvara (Avalokita, Lokesvara, Guanyin)
- Khasarpana (Khasarpana-Lokesvara) - bodhisattva indiano
- Ki Fudo - avatar di Fudo-Myo-o
- Krodhadevata - aspetti irati di Yidam o di Dharmapala o di divinità tibetane pre-buddhiste.
- Kṣitigarbha - uno degli otto bodhisattva
- Kuan-yin
- Kujaku Myoo
- Kurukulla

## L
- Locana

## M
- Mahasthamaprata - bodhisattva cinese
- Maitreya - il prossimo Buddha
- Manjughosa - bodhisattva nepalese
- Mañjuśrī - bodhisattva
- Mara - divinità del male
- Marici - divinità del Sole
- Mi-lo Fo (Pu-Sa) - bodhisattva cinese
- Miroku - bodhisattva giapponese
- Mo-Li - divinità protettrice dei templi

## P
- Padmanartesvara - avatar di Avalokitesvara
- Pancaraksa - cinque dèi
- Pandara
- Paramasva
- Parnasavari
- Prajñā - la Saggezza
- Prajnaparamita - categoria di sutra buddhisti della Perfezione della Saggezza o loro rappresentazione come Tara o come altra figura.

## R
- Ran-deng - mendicante e futura Buddha
- Ratnapani - bodhisattva
- Ratnasaṃbhāva
- Remanta - re degli dèi dei cavalli

## S
- Sakyamuni
- Samantabhadra
- Saptaksara - avatar di Heruka
- Śakra - re degli dèi
- Ssu Ta T'ien Wang - re del Paradiso
- Sumbharaja - Krodhadevata buddista

## T
- Tara
- Tennin (Tennyo) - angeli

## U
- Usnisavijaya

## V
- Vairocana
- Vaiśravaṇa - guardiani del mondo
- Vajrabhairava
- Vajrapāṇi
- Vajrasattva - Buddha trascendente nel Buddhismo Vajrayāna
- Vajravarahi
- Vajrayogini - divinità dell'iniziazione
- Vidyadhara
- Vidyujjvalakarali
- Vighnantaka
- Virudhaka
- Virupaksa - guardiani del Paradiso dell'Ovest
- Visvapani

## W
- We-to - generale divino

## Y
- Yakushi Nyorai - divinità delle cure
- Yama - dio della morte
- Yamantaka

## Z
- Zhu Dian (Zhu Tian) - dèi buddhisti cinesi